# Dactylorhiza durandii
Dactylorhiza durandii är en orkidéart som först beskrevs av Pierre Edmond Boissier och Georges François Reuter, och fick sitt nu gällande namn av Manuel Laínz. Dactylorhiza durandii ingår i Handnyckelsläktet som ingår i familjen orkidéer. IUCN kategoriserar arten globalt som starkt hotad. Inga underarter finns listade i Catalogue of Life.